# دميتري كوزنيتسوف
دميتري كوزنيتسوف (بالروسية: Кузнецов, Дмитрий Викторович)‏ (مواليد 28 أغسطس 1965) هو لاعب كرة قدم. لعب مع منتخب روسيا لكرة القدم. سبق له أن لعب في كأس العالم لكرة القدم مع منتخب بلاده.

## روابط خارجية
- دميتري كوزنيتسوف على موقع الاتحاد الدولي (مؤرشف)  (الإنجليزية)
- دميتري كوزنيتسوف على موقع قاعدة بيانات كرة القدم.إي يو (الإنجليزية)
- دميتري كوزنيتسوف على موقع ناشيونال فوتبول تيمز (الإنجليزية)
- دميتري كوزنيتسوف على موقع عالم كرة القدم.نت (الإنجليزية)